# Coccophagus probus
Coccophagus probus är en stekelart som beskrevs av Annecke och Mynhardt 1979. Coccophagus probus ingår i släktet Coccophagus och familjen växtlussteklar. Inga underarter finns listade i Catalogue of Life.